# Andrena coruscata
Andrena coruscata är en biart som beskrevs av Laberge 1977. Andrena coruscata ingår i släktet sandbin, och familjen grävbin. Inga underarter finns listade i Catalogue of Life.